# Phorbia portensis
Phorbia portensis este o specie de muște din genul Phorbia, familia Anthomyiidae. A fost descrisă pentru prima dată de Huckett în anul 1948.
Este endemică în Oregon. Conform Catalogue of Life specia Phorbia portensis nu are subspecii cunoscute.